# Tournoi de tennis de Seattle

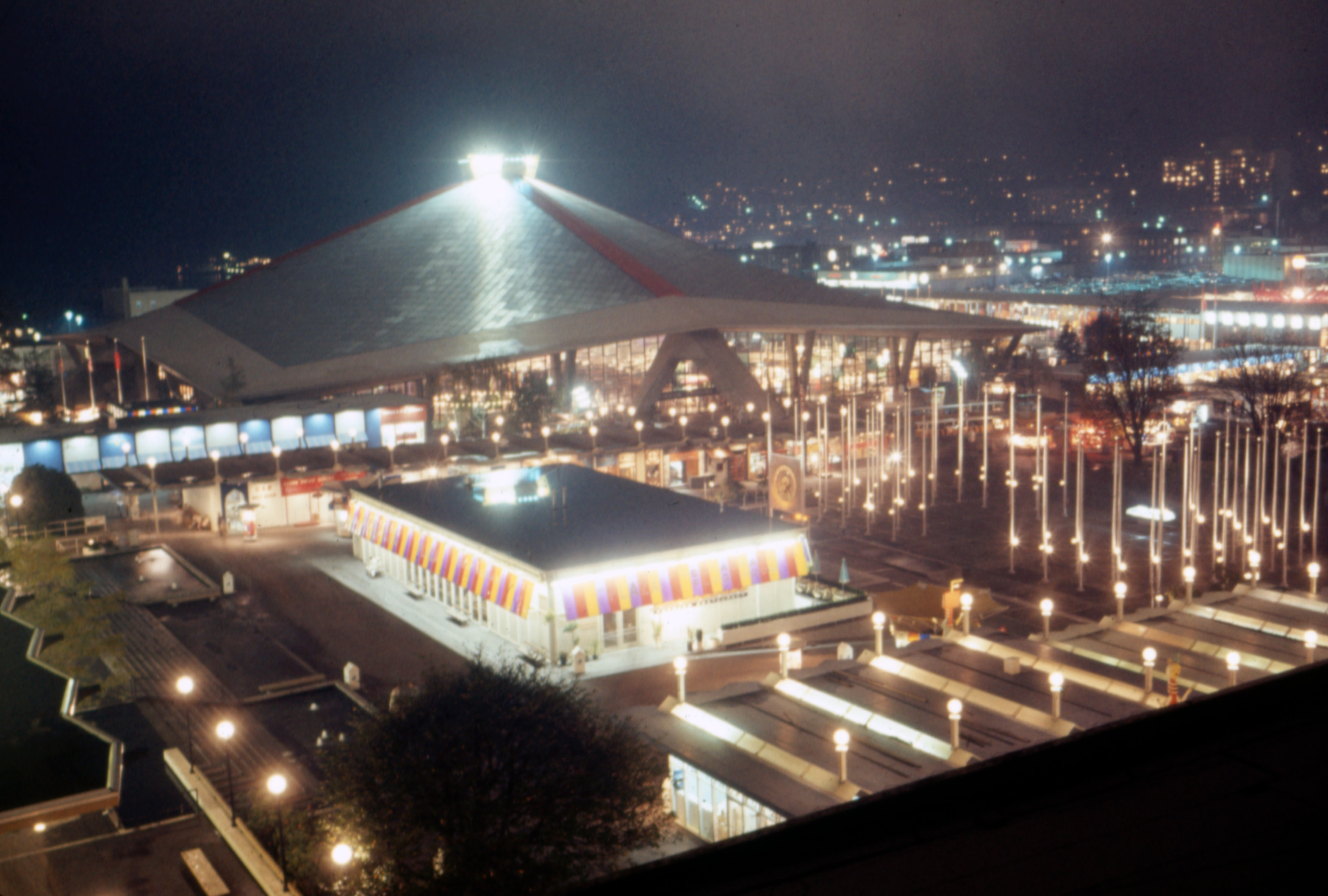
Le Seattle Center Coliseum de nuit en 1963

Le tournoi de Seattle (Washington, États-Unis) est un tournoi de tennis féminin du circuit professionnel WTA et masculin du circuit professionnel ATP.
L'édition féminine a été organisée chaque année entre 1977 et 1982. En simple, Chris Evert at Martina Navrátilová se sont imposées chacune deux fois.
L'édition masculine a eu lieu en 1972 et 1973

## Palmarès dames

### Simple
| No | Date       | Nom et lieu du tournoi                 | Catégorie | Dotation  | Surface         | Vainqueure          | Finaliste           | Score         |         |
| -- | ---------- | -------------------------------------- | --------- | --------- | --------------- | ------------------- | ------------------- | ------------- | ------- |
| 1  | 31-01-1977 | Virginia Slims of Seattle, Seattle     |           | 100 000 $ | Moquette (int.) | Chris Evert         | Martina Navrátilová | 6-2, 6-4      | Tableau |
| 2  | 06-02-1978 | Virginia Slims of Seattle, Seattle     |           | 100 000 $ | Moquette (int.) | Martina Navrátilová | Betty Stöve         | 6-1, 1-6, 6-1 | Tableau |
| 3  | 05-02-1979 | Avon Championships of Seattle, Seattle |           | 125 000 $ | Moquette (int.) | Chris Evert         | Renée Richards      | 6-1, 3-6, 6-3 | Tableau |
| 4  | 28-01-1980 | Avon Championships of Seattle, Seattle |           | 150 000 $ | Moquette (int.) | Tracy Austin        | Virginia Wade       | 6-2, 7-6      | Tableau |
| 5  | 23-02-1981 | Avon Championships of Seattle, Seattle |           | 150 000 $ | Moquette (int.) | Sylvia Hanika       | Barbara Potter      | 6-2, 6-4      | Tableau |
| 6  | 18-01-1982 | Avon Championships of Seattle, Seattle | Champ’s   | 150 000 $ | Moquette (int.) | Martina Navrátilová | Andrea Jaeger       | 6-2, 6-0      | Tableau |

### Double
| No | Date       | Nom et lieu du tournoi                | Catégorie | Dotation  | Surface         | Vainqueures                 | Finalistes                         | Score          |         |
| -- | ---------- | ------------------------------------- | --------- | --------- | --------------- | --------------------------- | ---------------------------------- | -------------- | ------- |
| 1  | 31-01-1977 | Virginia Slims of Seattle Seattle     |           | 100 000 $ | Moquette (int.) | Rosie Casals Chris Evert    | Françoise Dürr Martina Navrátilová | 6-4, 3-6, 6-3  | Tableau |
| 2  | 06-02-1978 | Virginia Slims of Seattle Seattle     |           | 100 000 $ | Moquette (int.) | Kerry Reid Wendy Turnbull   | Patricia Bostrom Marita Redondo    | 6-2, 6-3       | Tableau |
| 3  | 05-02-1979 | Avon Championships of Seattle Seattle |           | 125 000 $ | Moquette (int.) | Françoise Dürr Betty Stöve  | Sue Barker Ann Kiyomura            | 7-64, 4-6, 6-4 | Tableau |
| 4  | 28-01-1980 | Avon Championships of Seattle Seattle |           | 150 000 $ | Moquette (int.) | Rosie Casals Wendy Turnbull | Greer Stevens Virginia Wade        | 6-4, 2-6, 7-5  | Tableau |
| 5  | 23-02-1981 | Avon Championships of Seattle Seattle |           | 150 000 $ | Moquette (int.) | Rosie Casals Wendy Turnbull | Sue Barker Ann Kiyomura            | 6-1, 6-4       | Tableau |
| 6  | 18-01-1982 | Avon Championships of Seattle Seattle | Champ’s   | 150 000 $ | Moquette (int.) | Rosie Casals Wendy Turnbull | Kathy Jordan Anne Smith            | 7-5, 6-4       | Tableau |

## Palmarès messieurs

### Simple
| No | Date       | Nom et lieu du tournoi         | Catégorie  | Dotation | Surface    | Vainqueur    | Finaliste      | Score         |  |
| -- | ---------- | ------------------------------ | ---------- | -------- | ---------- | ------------ | -------------- | ------------- |  |
| 1  | 18-09-1972 | Rainier International, Seattle | Grand Prix | NC $     | Dur (ext.) | Ilie Năstase | Tom Gorman     | 6-4, 3-6, 6-3 |  |
| 2  | 17-09-1973 | Rainier Invitational, Seattle  | Grand Prix | NC $     | NC         | Tom Okker    | John Alexander | 7-5, 6-4      |  |

### Double
| No | Date       | Nom et lieu du tournoi         | Catégorie  | Dotation | Surface    | Vainqueurs              | Finalistes                      | Score         |  |
| -- | ---------- | ------------------------------ | ---------- | -------- | ---------- | ----------------------- | ------------------------------- | ------------- |  |
| 1  | 18-09-1972 | Rainier International, Seattle | Grand Prix | NC $     | Dur (ext.) | Ross Case Geoff Masters | J. Chanfreau Wanaro N'Godrella  | 4-6, 7-6, 6-4 |  |
| 2  | 17-09-1973 | Rainier Invitational, Seattle  | Grand Prix | NC $     | NC         | Tom Gorman Tom Okker    | Robert Carmichael Frew McMillan | 2-6, 6-4, 7-6 |  |